# Mike Costanzo
Pour les articles homonymes, voir Costanzo.
Mike Costanzo (né le 9 septembre 1983 à Philadelphie, Pennsylvanie, États-Unis) est un joueur de troisième but de baseball qui évolue dans la Ligue majeure en 2012 avec les Reds de Cincinnati.

## Carrière
Athlète évoluant pour Chanticleers de l'Université Coastal Carolina en Caroline du Sud, Mike Costanzo est un choix de deuxième ronde des Phillies de Philadelphie en 2005. Il évolue trois saisons, de 2005 à 2007, dans les ligues mineures avec des clubs affiliés aux Phillies. Le 7 novembre 2007, les Phillies échangent Costanzo, le voltigeur Michael Bourn et le lanceur Geoff Geary aux Astros de Houston en retour du lanceur Brad Lidge et de l'arrêt-court Eric Bruntlett. Costanza ne fait que passer dans l'organisation des Astros puisque le 12 décembre suivant, il est l'un des cinq joueurs que Houston transfère aux Orioles de Baltimore pour acquérir l'arrêt-court étoile Miguel Tejada.
Après deux années (2009 et 2010) dans l'organisation des Orioles de Baltimore, Costanzo se retrouve en 2011 avec un club-école des Reds de Cincinnati, l'équipe le mettant sous contrat le 16 mai 2010 après qu'il a été libéré par Baltimore.
Il amorce la saison de baseball 2012 dans les mineures puis obtient avec Cincinnati sa première occasion de jouer dans les Ligues majeures le 13 mai 2012. À son premier passage au bâton, il réussit contre les Nationals de Washington un ballon sacrifice pour récolter un premier point produit au plus haut niveau. Le 19 mai suivant, il frappe son premier coup sûr avec les Reds, aux dépens du lanceur Ivan Nova des Yankees de New York.